# Daniel Corbu

Daniel Corbu

Daniel Corbu (n.  7 aprilie 1953, Târgu Neamț, județul Neamț) este un poet și eseist român. Din 1990 este membru al Uniunii Scriitorilor din România - USR, în filiala Iași. Este considerat de academicianul Mihai Cimpoi ca fiind liderul generației de poeți optzeciști, dar criticul literar Gheorghe Grigurcu consideră că poetul cultivă un lirism particularizat, neîncadrabil în șabloanele „generaționiste”. Criticul literar Theodor Codreanu îl consideră pe Daniel Corbu unul dintre „bacovienii” generației ’80, iar poetul George Vulturescu afirmă că poetul nemțean este cel mai orfic dintre poeții optzeciști.

## Biografie
Daniel Corbu este pseudonimul literar, apoi numele, din 2003, al lui Ion Tanasa. A absolvit Liceul teoretic din Roznov (1971–1976). Studiile le-a făcut la Facultatea de Limba și Literatura română a Universității București (1977 - 1983), anume la secția română-franceză. Obține diploma de licență cu lucrarea „Generația '80 în literatura română”, sub îndrumarea profesorului Nicolae Manolescu. Este doctor în științe filologice, titlu obținut la Universitatea „Al.I. Cuza” Iași, cu o teză despre rostirea postmodernă (2007).

## Cariera
Debutează publicistic în 1975 în revista „Amfiteatru”, iar editorial in 1983, cu placheta de poeme Naștere vinovată. A publicat poeme și eseuri în revistele literare Tribuna, Amfiteatru, Cronica, Luceafărul și Ateneu, Convorbiri literare, Dacia literară.
Începând cu 1984, inițiază și organizează prin Casa de cultură din Tîrgu Neamț, unde este instructor de teatru și poezie, Colocviile Naționale de Poezie de la Târgu Neamț (zece ediții).
După 1990, este inspector cultural (Inspectoratul pentru Cultură Neamț), fondator al Casei de Editură „Panteon” și al revistei literare „Panteon”. Este inițiator și organizator al Serilor de Poezie de la Vânători-Neamț, din care s-au desfășurat unsprezecezece ediții. Din 1998  s-a stabilit la Iași, ca muzeograf  literar la Casa Memorială „Ion Creangă” din Iași, apoi director adjunct și director al Muzeului Literaturii Române Iași.
Din 2004 este directorul fondator al revistei de experiment literar Feed Back și organizează, începând cu 2006, Festivalul Internațional de Neoavangardă, iar din 2009, Festivalul Internațional de Poezie „Grigore Vieru” (11 ediții).  Ca editor a inițiat opt colecții de importanță națională în cadrul editurii PRINCEPS MULTIMEDIA Iași, între care „Biblioteca Ion Creangă”, „Galaxii lirice”, „Ediții critice”, „Poezia mirabilis”, „Biblioteca de proză”, „Scriitori în amintirile contemporanilor”, „Cărțile avangardei”.
Din 2004, Daniel Corbu este senior editor al revistei de experiment literar Feed Back și fondator al Editurii Princeps Multimedia.
A tradus pentru reviste literare, precum  și în volume, din prestigioși scriitori ai lumii: E.Cioran, Roland Barthes, Alphonse Daudet, Prospere Mérimée, Paul Valéry, Edmond Jabès, Henri Michaux, Odysseas Elytis, Jorge Luis Borges, Jacques Le Goff ș.a. 
Prezent în diverse antologii de poezie din țară și străinătate, precum și în reviste literare din Franța, Belgia, Italia, Iugoslavia, Germania, Slovacia, Republica Yemen, Rusia, Ungaria, Canada, China, U.S. A.
Daniel Corbu este membru în Asociația Scriitorilor de Limbă Română din Québec și membru al Asociației Culturale Internaționale „Francois Mauriac” (Paris).

## Opera
Poezia:
- „Intrarea în scenă” , Editura Albatros, 1984

- „Plimbarea prin flăcări”, Editura Cartea Românească, 1988

- „Preludii pentru trompetă și patru pereți”, Editura Panteon, 1992
- „Documentele Haosului”, Editura Panteon, 1993
- „Spre Fericitul Nicăieri” , Editura Panteon, 1995
- „Cântece de amăgit întunericul”, Editura Helicon, 1996
- „Manualul Bunului Singuratic”, Editura Panteon, 1997
- ”Duminica fără sfârșit”, Axa, 1998
- „Cartea urmelor”, Junimea, 2001
- „Evanghelia după Corbu și alte poeme”, Princeps Edit, 2006
- „Refugii postmoderne”, Convorbiri literare, 2007
- „Eonul Marelui Desant”, antologie, Princeps Edit, 2009
- „Poftiți, Domnule Kafka!”, Junimea, 2012
- „Noi vești despre pasărea oarbă Dali”, Junimea, 2012
- „Viața de fiecare zi la Iași pe vremea lui Daniel Corbu povestită de el însuși”, Feed Back, 2013
- „Refugii postmoderne”, Feed Back, 2012
- „Noi vești despre pasărea oarbă Dali”,  Junimea, 2012
- „Documentele Haosului” , antologie, Princeps Multimedia, 2013
- „Ferestrele oarbe”, Princeps Multimedia, 2016
- „Lecția de Abis”, Princeps Multimedia, 2019
- „Scrisori către cei singuri”, Junimea, 2019
- „Manualul Bunului Singuratic”, antologie, 1984-2016, Cartea Românească, 2019

Proza:
- „Douăzeci și una de fantasmagorii în ritm de blue-jazz”, Cronica, 2001
- „Urmele lui Dumnezeu și alte povestiri‘”, Princeps Edit, 2008
- „Piatra de Eol și alte povestiri”, Princeps Multimedia, 2015
- „JANUVIA – Romanul ascezei”, Princeps Multimedia, 2017.

Eseuri:
- „Generația poetică ’80 în cincisprezece portrete critice”, Junimea, 2000

- „Postmodernismul pe înțelesul tuturor”, Princeps Edit, 2004
- „Generația poetică 80 și rostirea postmodernă”, Princeps Edit, 2006
- „Postmodernism și postmodernitate în România de azi”, Princeps Edit, 2007
- „Neoavangarda românească”, Princeps Edit, 2008
- „Rostirea postmodernă. Generația poetică 80 în literatura română”, Princeps Multimedia, 2014
- „Grigore Vieru și mitul său plutitor”, Princeps Multimedia, 2018
- „Escale în panteon de la Dosoftei la Vișniec”, Princeps Multimedia, 2018

Traduceri:
- „Le Manuel du Bon Solitaire - poẻmes”,  Edition Stelamaris, trad. Miron Kiropol, Paris, 2019

- „La lezione d'Abisso” , Edizioni Rediviva, trad. Geo Vasile, Milano, 2019

- „Obskure Klarvision – Gedichte”, Dionysos Verlag, trad. Christian W. Shenk, Boppart am Rhein- Deutschland, 2019

- „Les Documents du Chaos”, trad. Mira Iosif-Fishmann,  Miron Kiropol, Strasbourg (Franța), Edition L'Ancrier, 2002

- „El Manual del Buen Solitario, poeme/ poemas”, ediție bilingvă româno-spaniolă, trad. Gustavo-Adolfo Loria-Rivel (Costa Rica), Ed. Princeps Edit, 2005, Iași

- „Cains Neue Jammer/ Noile lamentații ale lui Cain”, dihtungen, trad. Johann Lippett, Princeps Edit, 2009

- „Il vangelo secondo Corbu”, trad. în italiană Geo Vasile, Ed. Feed Back, 2011

- „Manualul Bunului Singuratic”, ediție poliglotă - română, spaniolă, engleză, franceză, germană, italiană / „El Manual del Buen Solitario”, „The Lonesome Way's Manual”/ „Le Manuel du Bon Solitaire”/ „Das Lehrbuch des Guten Einzelgängers”/ „Il Manuale del  Buono Solitario”, Editura Princeps Multimedia, Iași, 2013

- „The Machine for inventing ideals”, împreună cu poetul american Stanley H. Barkan, trad. Olimpia Iacob & Jim Kacian, Editura Princeps Multimedia, Iași, 2015

- „Entre un cri et un autre” / „Între un strigăt și altul”, trad. Cornelia Bălan Pop, Editura Feed Back, 2016

- „Preludes pour trompette et quatres murs” – trad. Miron Kiropol, Ed. Vinea, 2018 (lansată la Salon  Du Livre, Paris, 2018)

Prezent în antologii:
- „Sreiflicht – Eine Auswahl zeitgenössischer rumänischer Lyrik”, (81 rumänische Autoren), - „Lumina piezișă”, antologie bilingvă cuprinzând 81 de autori români în traducerea lui Christian W. Schenk, Dionysos Verlag, 1994, ISBN 3980387119

- „Confluenze Litterarie Italo-Romene”, a cura di Geo Vasile (Sommario: Cesare Pavese, Marino Piazzolla, George Bacovia, Ion Vinea, Mario Luzi, Eugenio Montale, Nichita Stănescu, Virgil Mazilescu, Paolo Ruffilli, Daniel Corbu, Mircea Cărtărescu, Francesco Trisoglio), Edizioni del Poggio, Italia, 2009

- „Siete Poetas de Iasi-Rumania”, prologo, seleccion y traduccion de Maria Castro Navarrete, Ed. Feed Back, 2011

- „Profili literari italo-romeni”, antologie de Geo Vasile (Edizioni  Bompiani, Italia), 2012

- „Bridging the waters- Poetry”, Anthologie of Stanley H. Barkan, Cross-Cultural Comunication, New York, 2016

- „Bridging the waters- Poetry”, Anthologie of Stanley H. Barkan, Cross-Cultural Comunication, New York, 2017

- „Poezia Romana Contemporana” (de la Lucian Blaga la Ioan S. Pop), Beijing, China,2018

## Premii și distincții
- Premiul Uniunii Scriitorilor din România - Filiala Iași și Premiul Revistei „Poesis” pentru cea mai bună carte a anului 1993, „Documentele Haosului”

- Marele Premiu al Festivalului Internațional de Poezie româno-canadian „Ronald Gasparic”, Iași - Quebec, Canada, 2000

- Premiul și Medalia „Teiul de Aur- Mihai Eminescu”, Botoșani, 2002

- Premiul Vasile Pogor pentru întreaga activitate literară, decernat de Primăria Iași, 2009.

- Marele Premiu Nichita Stănescu,  2009.

- Ordinul și Medalia „Mihai Eminescu”, acordată de Președinția Republicii Moldova, a doua medalie ca importanță în stat.

- Medalia „Dimitrie Cantemir”,  acordată de Academia de Științe a Moldovei , în semn de înaltă prețuire a activității de cercetare a moștenirii literare a scriitorului Mihai Eminescu, Chișinău, 2012

- Premiul revistei „Convorbiri literare” pentru Poezie, 2013

- Premiul de Excelență pentru întreaga activitate literară și culturală, oferit de Uniunea Scriitorilor din România, Filiala Iași, 2013

- Premiul Uniunii Scriitorilor, Filiala Iași și Premiul Cartea Anului al Revistei POESIS, pentru „Rostirea postmodernă. Generația poetică ‘80 în literatura română”, 2015

- Premiul „Ionel Teodoreanu” al Uniunii Scriitorilor, Filiala Iași pentru „Januvia – romanul asceze”, 2018

- Marele Premiu al Festivalului „Primăvara poeților”, Chișinău, 2019

- Premiul pentru Poezie „Mihai Eminescu” , conferit de  Academia Română, 2011

- Ordinul „Meritul Cultural” în grad de cavaler (diplomă și medalie), decernat de Președinția României, 2004.